# Kende Márta
Kende Márta (Budapest, 1923. március 3. – Budapest, 1994. november 18.) magyar rendező.

## Életpályája
Grafikusnak tanult Párizsban és Budapesten. Dolgozott az Úttörő Színházban, az Ifjúsági Színházban, a Madách Színházban, az Állami Bábszínházban 1947-től 1950-ig mint segédrendező, majd 1950-től mint rendező. (A színházi adattárban rögzített bemutatóinak száma: 5.)
1958-tól 1980-ig a Magyar Televíziónál működött rendezőként. Az ikonikus báb figurává vált TV Maci legelső verzióját 1960-ban Kende Márta és Bálint Ágnes, a tévé gyermekműsorainak első szerkesztői találták ki.
Valamennyi televíziós műfajban dolgozott, így foglalkozott dokumentumfilmek, televíziós és kisjátékfilmek, képzőművészeti filmek, gyermekműsorok, bábfilmek és sorozatok készítésével is. Számos alkotása nyert díjat a hazai és külföldi televíziós fesztiválokon.

## Televíziós rendezéseiből

### Bábfilmek és bábjátékok
- Tücsöklakodalom (1961)
- Sündisznócska lovagol (1961)
- A nagyhatalmú sündisznócska (1961)
- Sündisznócska zenekara (1961)
- Sündisznócska lakodalma (1961)
- Egyszer egy királyfi (1966)
- Mazsola és Tádé (1971)
- A nagyeszű sündisznócska (1981)
- Százszorszép (1982)
- Annuska és az orrszarvú

### Ifjúsági tévéjátékok
- Tom Sawyer (1959)
- Maradandóbb, mint a kölni (1962)
- Mesterek városa (1963)

### Dokumentumfilmek
- Bognár Anna világa (1963)
- A siker (1964)
- Ördögszekér (1965)
- Néma tanúk (1966)
- Aranylakodalom (1968)
- Hétköznapi ballada (1969)
- Küzdelem/Csepel (1973)
- Jó varázslók (1973)

### Képzőművészeti filmek
- Viaszvarázslat (1968)
- Tér a papíron (1971)
- Tükrös – népművészeti sorozat (1972)
- Magányból - Román György festőművész (1979)
- Vitéz László vándorútja - Kemény Henrik bábművész (1980)

### Tévéjátékok és tévéfilmek
- Egy csirkefogó ügyében (1960)
- Köszönöm, élek (1961)
- A csodálatos Vargáné (1968)
- Utolsó padban (1977)
- Tisztelt Ház! (1982)

### Sorozatok több műfajból
- Játszunk bábszínházat (1968-1969)
- Futrinka utca, Mazsola, Mazsola és Tádé (1964-től több éven át)
- Türelem köll a szegénységhön… (1982, Kiss Lajos műve alapján)

## Fesztiváldíjas műveiből
- Egyszer egy királyfi - Müncheni Tévéfesztivál, Prix Jeunesse-díj, 1966
- Bognár Anna világa - IV. Magyar Rövidfilmszemle, megosztott fődíj, 1963
- A siker - Miskolci Dokumentum Filmszemle fődíja, 1964
- Ördögszekér - Miskolci Dokumentum Filmszemle fődíja, 1965
- Néma tanúk - Miskolci dokumentum Filmszemle fődíja, 1966
- Tér a papíron – Szolnoki Képzőművészeti Rövidfilmszemle, I. díj, Lipcsei Fesztiváldíj, 1971
- Suga Juli meg a többiek - Miskolci Fesztiváldíj, Lipcsei Fesztiváldíj, 1977

## Díjak, kitüntetések
- Balázs Béla-díj (1966)
- Érdemes Művész (1979)